# Nguyễn Thức Canh
Nguyễn Thức Canh (1884 – 1965), còn có tên là Trần Hữu Công (khi ở Nhật) và Trần Trọng Khắc (khi ở Đức), tục gọi là Cả Kiêng; là một chiến sĩ cách mạng Việt Nam, và là một bác sĩ đã từng làm việc ở Trung Quốc.

## Tiểu sử
Nguyễn Thức Canh sinh năm Giáp Thân (1884) tại làng Đông Chữ, huyện Nghi Lộc, tỉnh Nghệ An.
Ông là con trai đầu của nhà giáo Nguyễn Thức Tự (1841 – 1923, tục gọi cụ Sơn), là anh ruột của hai chiến sĩ cách mạng là Nguyễn Thức Đường (1886 – 1916, còn có tên là Trần Hữu Lực) và Nguyễn Thức Bao (1896 – 1930).
Lúc nhỏ, Nguyễn Thức Canh theo học chữ Hán. Đến năm 1900, ông thi Hương đỗ Tam trường, nhưng vì ngoại hàm (nộp bài trễ) nên phải hỏng. Từ đó ông bỏ luôn cái học cử nghiệp .
Vốn xuất thân trong một gia đình có truyền thống yêu nước, ghét ách đô hộ của thực dân Pháp, nên năm 1905, ông cùng em là Nguyễn Thức Đường sang Bangkok (Thái Lan), rồi theo Phan Bội Châu thẳng đường sang Nhật Bản vào tháng 10 năm ấy. Cùng đi với ông Canh có Nguyễn Điển và Lê Khiết. Đây là ba du học sinh tiên phong của phong trào Đông Du. Ở nơi ấy, ông gặp các nhà cách mạng Trung Quốc và các nhà yêu nước Việt Nam như Tăng Bạt Hổ, Lương Ngọc Quyến, Nguyễn Thượng Hiền, Phan Châu Trinh, v.v...
Năm 1907, ông vào học trường lục quân Chấn Võ ở Tokyo (Nhật Bản). Đến khoảng cuối năm 1908, thực dân Pháp cấu kết với chính phủ Nhật trục xuất du học sinh và các nhà yêu nước Việt Nam ra khỏi đất Nhật. Trước tình thế ấy, ông được Phan Bội Châu cho cải tên họ thành Trần Hữu Công, giả làm người Trung Quốc, để thi vào học trường Cao đẳng Sư phạm ở Tokyo. Tốt nghiệp, ông sang Trung Quốc ngụ tại Côn Minh, Hàng Châu, cộng tác với tờ tạp chí Quân sự của Lục quân Trung Quốc .
Năm 1909, ông cùng Đặng Thúc Hứa, Đặng Tử Mẫn tham gia vụ mua súng để chuyển về nước, nhưng việc không thành .
Năm 1912, ông tham gia Việt Nam Quang phục Hội được thành lập ở Quảng Châu (Trung Quốc).
Năm 1923, ông qua Đức, lấy tên là Trần Trọng Khắc để vào học trường Y khoa Berlin. Năm 1930, ông tốt nghiệp Y khoa Bác sĩ. Luận án "Bệnh tạng khí chung của nhân loại hiện thời" của ông được Hội đồng Giám khảo khen tặng. Trong thời gian lưu học tại Đức, ông vẫn liên lạc mật thiết với các nhà yêu nước khác tại nước ngoài, nhất là Phan Bội Châu .
Năm 1931, ông trở lại Trung Quốc hành nghề tại các bệnh viện lớn ở Quảng Châu, phục vụ khoa học và tham gia vào cuộc kháng chiến chống Nhật ở đất nước ấy. Khoảng 1941, ông đến sống ở Hồng Kông một thời gian.
Khi tuổi đã khá cao, năm 1958, Nguyễn Thức Canh trở về nước sống với con trai là Nguyễn Thức Mẫn. Ông mất tại Nha Trang ngày 11 tháng 8 năm 1965 (Ất Tỵ), thọ 81 tuổi.

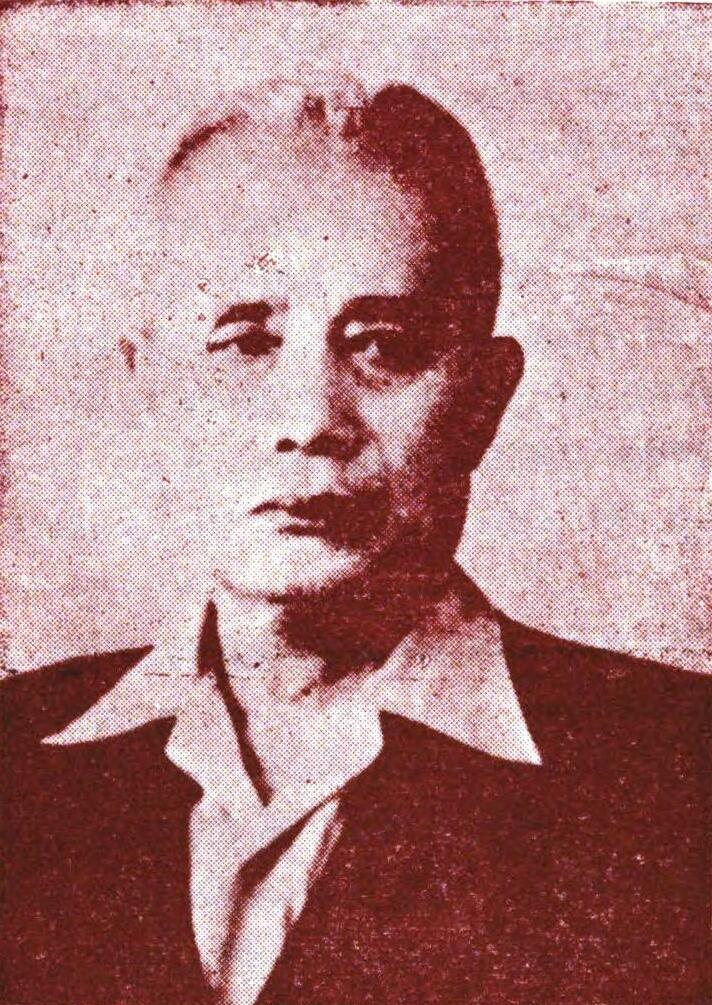
Ông khi mới về nước vào năm 1959

## Tác phẩm
- Bệnh tạng khí chung của nhân loại hiện thời (Die NeuteBekannten Eigemiede Wurmer Des Menschen) viết bằng tiếng Đức.
- 54 năm hải ngoại (hồi ký), Nhà xuất bản Xây dựng, 1971.

Ngoài ra, ông có nhiều bài báo viết bằng tiếng Hoa đăng trên tạp chí Quân sự của lục quân Trung Quốc.